# Oscar de Oliveira
Oscar de Oliveira (Rio de Janeiro, 25 de janeiro de 1915 — 14 de março de 2013) foi um engenheiro civil, professor  universitário, empresário e executivo brasileiro. Foi presidente da Companhia Vale do Rio Doce. É pai da atriz Cristiana Oliveira.

## Biografia (linha do tempo)
- 1938/45 – Torna-se professor assistente de Matérias Primas do Curso de Engenharia Industrial, Modalidades Mecânicas e Química da Escola Nacional de Engenharia.
- 1945/50 – Passa a professor catedrático interino de Matérias Primas do Curso de Engenharia Industrial, Modalidades Mecânicas e Química da Escola Nacional de Engenharia.
- 1950 – Torna-se professor catedrático efetivo por concurso de títulos e provaas, na Escola Nacional de Engenhria.
- 1952 - Torna-se membro do Conselho Consultivo na organização da Escola de Administração de Empresas da Fundação Getúlio Vargas.
- 1952/54 – Assume a superintendência do Departamento de Relações Públicas

Rio Light S/A. 
- 1953 – Diploma-se no curso da Escola Superior de Guerra.
- 1954 – Ingressa na Companhia Vale do Rio Doce (CVRD) como superintendente-geral.
- 1955/59  - Dirige a CVRD. Diretor Superintendente Geral
- 1955/65 – Chefia o Departamento de Ciências Naturais da Escola Nacional de Engenharia, torna-se membro do Conselho Universitário e Conselho de Pesquisas da Universidade Federal do Rio de Janeiro (UFRJ) e integrante do Conselho Departamental da Escola Nacional de Engenharia.
- 1957 – Assume a diretoria da Comissão de Estudos e Planejamento da Companhia.
- 1959 – É diretor residente junto ao Departamento de Minas.
- 1959/61 – Dirige e coordena o Projeto de Mineração de Ferro do Grupo Antunes e Consórcio Basiliana.
- 1961/63 – Preside a Companhia Ferro e Aço de Vitória.
- 1961/64 – Assume a vice-presidência do Sindicato Nacional da Indústria de Extração de Ferro e Metais Básicos, novamente a direção da CVRD e a Superintendência Geral de Finanças.
- 1962/72 –Torna-se membro do Conselho Orientador do Instituto de Pesquisas Sociais.
- 1964/65 – É decano da Reforma e dos Assuntos da Cidade Universitária da UFRJ.
- 1964/67 – Dirige a Escola Nacional de Engenharia.
- 1965/67 – Preside a CVRD, a Siderúrgica Vatu S/A. e a Docenave[2].
- 1966/66 – Preside o Conselho Nacional da União dos Escoteiros do Brasil.
- 1967/68 – É sub-reitor da UFRJ.
- 1967/71 – Torna-se presidente do Centro de Bibliotecnia do Ipes (GB).
- 1968/68 – Atua como secretário executivo do Conselho de Reitores das Universidades Brasileiras.
- 1968/71 – Integra o Grupo de Trabalho do Projeto Rondon.
- 1972 até 1975 - Universidade Federal do Rio de Janeiro (UFRJ) - Professor Titular

- CVRD - Assessor Especial
- Fundação Movimento Universitário do Desenvolvimento Econômico e Social (Mudes) - Presidente do Conselho Curador
- 1975 - ?

- Conselho Interamericano de Escotismo - Membro do Conselho Interamericano de Escotismo
- União dos Escoteiros do Brasil - Presidente